# 이치촌 (효고현)
이치촌(市村)은 효고현 미하라군에 있던 촌이다. 현재의 미나미아와지시 중부에 해당한다.
미나미아와지시에서는 출범 전의 옛 마을 이름(미하라정, 세이단정, 난단정, 미도리정)이 남아 있지 않지만, 정촌제 시행 당시의 정촌명・구촌명이 오아자・고아자로 남아있다.

## 역사
- 1889년 4월 1일 - 정촌제 시행에 의해 3촌의 구역을 가지고 이치바촌이 성립하였다.
- 1955년 4월 3일 - 에나미촌, 구마시로촌, 야기촌과 합병해 미하라정이 성립, 동일 이치촌은 폐지되었다.

## 교통

### 철도
- 아와지 교통
  - 아와지 교통선

### 도로
- 국도 제28호선

## 참고문헌
- 角川日本地名大辞典 28 兵庫県
- 今尾恵介『明治・昭和・平成の大合併で激変した日本地図 市町村名のつくり方』日本加除出版、2020年11月30日、212頁。ISBN 978-4-8178-4693-8。